# Panicum smithii
Panicum smithii är en gräsart som beskrevs av M.M.Rahman. Panicum smithii ingår i släktet vipphirser, och familjen gräs. Inga underarter finns listade i Catalogue of Life.